# Grup simplu
În matematică, un grup simplu este un grup netrivial ale cărui subgrupuri normale⁠(d) sunt grupul trivial și grupul însuși. Un grup care nu este simplu poate fi împărțit în două grupuri mai mici, și anume un subgrup normal netrivial și grupul factor corespunzător. Acest proces poate fi repetat, iar pentru grupurile finite se ajunge în cele din urmă la grupuri simple unic determinate, conform teoremei Jordan-Hölder⁠(d). 
Clasificarea completă a grupurilor simple finite, definitivată în 2004, reprezintă o piatră de hotar majoră în istoria matematicii. 

## Exemple

### Grupuri simple finite
Grupul ciclic⁠(d) G = Z / 3 Z al claselor de congruență⁠(d) modulo 3 (a se vedea aritmetica modulară⁠(d) ) este simplu. Dacă H este un subgrup al acestui grup, ordinul său (numărul de elemente) trebuie să fie un divizor al ordinului lui G care este 3. Din moment ce 3 este prim, singurii săi divizori sunt 1 și 3, deci fie H este G, fie H este grupul trivial. Pe de altă parte, grupul G = Z / 12 Z nu este simplu. Mulțimea H a claselor de congruență 0, 4 și 8 modulo 12 este un subgrup de ordinul 3 și este un subgrup normal deoarece orice subgrup al unui grup abelian este normal. Similar, grupul aditiv Z al numerelor întregi nu este simplu; mulțimea numerelor întregi pari este un subgrup normal netrivial propriu. 
Se poate folosi același tip de raționament pentru orice grup abelian, pentru a deduce că singurele grupuri simple abeliene sunt grupurile ciclice de ordin prim. Clasificarea grupurilor simple neabeliene este mult mai puțin banală. Cel mai mic grup simplu neabelian este grupul altern A5 de ordin 60, și orice grup simplu de ordin 60 este izomorf⁠(d) cu A5. Al doilea cel mai mic grup simplu neabelian este grupul de proiecție special liniar PSL(2,7)⁠(d) de ordin 168 și se poate demonstra că orice grup simplu de ordin 168 este izomorf cu PSL(2,7)⁠(d).

### Grupuri simple infinite
Grupul altern infinit, adică grupul permutărilor pare cu suport finit al numerelor întregi, {\displaystyle A_{\infty }}este simplu. Acest grup poate fi scris ca reuniunea crescătoare a grupurilor simple finite An în raport cu încorporările standard {\displaystyle A_{n}\rightarrow A_{n+1}}. O altă familie de exemple de grupuri simple infinite este dată de PSLn(F), unde F este un corp infinit și {\displaystyle n\geq 2}. 
Este mult mai dificilă construirea de grupuri infinite simple, finit generate. Primul rezultat de existență este neexplicit; i se datorează lui Graham Higman⁠(d) și constă din factori simpli ai grupului Higman⁠(d). Printre exemplele explicite, care se dovedesc a fi finit prezentate, se numără grupurile Thompson⁠(d) infinite T și V. Grupuri simple infinite finit prezentate fără torsiune au fost construite de Burger-Mozes.

## Clasificare
Nu există încă nicio clasificare cunoscută pentru grupurile simple generale și nu există nici așteptări că s-ar putea realiza o astfel de clasificare. 

### Grupuri simple finite
Grupurile simple finite⁠(d) sunt importante deoarece într-un anumit sens ele sunt „elementele constitutive” ale tuturor grupurilor finite, într-un fel similar cu modul în care numerele prime reprezintă elementele constitutive ale numerelor întregi. Acest lucru este exprimat prin teorema Jordan-Hölder⁠(d) care afirmă că orice două serii de compoziții⁠(d) dintr-un anumit grup au aceeași lungime și aceiași factori, până la permutare și izomorfism. Într-un efort enorm de colaborare, clasificarea grupurilor simple finite a fost declarată realizată în 1983 de Daniel Gorenstein⁠(d), deși au apărut unele probleme (în special în clasificarea grupurilor quasithin⁠(d), care au fost introduse în 2004). 
Pe scurt, grupurile simple finite sunt clasificate ca fiind situate într-una din cele 18 familii sau ca fiind unul dintre cele 26 de excepții: 
- Zp - grup ciclic⁠(d) de ordin prim
- An - grup altern pentru {\displaystyle n\geq 5}
Grupurile alterne pot fi considerate grupuri de tip Lie peste corpul cu un element⁠(d), care unește această familie cu următoarea și astfel toate familiile de grupuri simple finite neabeliene pot fi considerate a fi de tip Lie.
- Una din cele 16 familii de grupuri de tip Lie⁠(d)
Grupul Tits⁠(d) este considerat în general de această formă, deși în mod strict nu este de tip Lie, ci mai degrabă indexul 2 într-un grup de tip Lie.
- Una dintre cele 26 de excepții, grupurile sporadice⁠(d), dintre care 20 sunt subgrupuri sau subfactori⁠(d) ai grupului monster⁠(d) și sunt denumite „familia fericită”, în timp ce restul de 6 sunt numite paria⁠(d).

## Structura grupurilor simple finite
Faimoasa teoremă⁠(d) a lui Feit⁠(d) și Thompson afirmă că orice grup de ordin impar este rezolvabil⁠(d). Prin urmare, orice grup simplu finit are ordin par dacă nu este ciclic de ordin prim. 
Conjectura lui Schreier⁠(d) afirmă că grupul automorfismelor externe⁠(d) ale oricărui grup simplu finit este rezolvabil. Acest lucru poate fi demonstrat folosind teorema de clasificare.

## Istoria grupurilor simple finite
Există două fire de evoluție în istoria grupurilor simple finite — descoperirea și construirea unor grupuri și familii simple specifice, care au avut loc de la activitatea lui Galois din anii 1820 până la construirea Monsterului în 1981; și demonstrația că această listă este completă, care a început în secolul al XIX-lea, și s-a desfășurat foarte intens în perioada 1955–1983 (când s-a declarat inițial victoria), dar în general se acceptă că a luat sfârșit în 2004. În 2010, continuau încă activitățile de îmbunătățire a demonstrațiilor și înțelegerii; vezi (Silvestri 1979) pentru istoria grupurilor simple în secolul al XIX-lea. 

### Construcția
Grupurile simple au fost studiate cel puțin de la începutul teoriei Galois, în care Évariste Galois a realizat că faptul că grupurile alterne de cinci sau mai multe puncte sunt simple (și prin urmare nu sunt rezolvabile), ceea ce a demonstrat în 1831, este motivul pentru care nu se pot rezolva ecuațiile de gradul 5 în radicali. Galois a construit, de asemenea, grupul proiectiv special liniar⁠(d) al unui plan pe un corp finit prim, PSL(2, p), și a remarcat că acestea erau simple pentru p diferit de 2 sau 3. Aceasta apare în ultima lui scrisoare către Chevalier și este următorul exemplu de grupuri simple finite.
Următoarele descoperiri au fost făcute de Camille Jordan în 1870. Jordan a găsit 4 familii de grupuri simple de matrice peste corpuri finite de ordin prim, care sunt acum cunoscute drept grupurile clasice⁠(d). 
Aproximativ în același timp, s-a arătat că o familie de cinci grupuri, numită grupurile Mathieu⁠(d) și descrisă pentru prima oară de către Émile Léonard Mathieu⁠(d) în 1861 și 1873, sunt și ele simple. Din moment ce aceste cinci grupuri au fost construite prin metode care nu ofereau infinit de multe posibilități, ele au fost numite „sporadice⁠(d)” de William Burnside în manualul său din 1897. 
Mai târziu, rezultatele lui Jordan despre grupurile clasice au fost generalizate la corpuri finite arbitrare de către Leonard Dickson, în urma clasificării algebrelor simple complexe Lie de către Wilhelm Killing⁠(d). Dickson a construit și grupurile-excepție de tip G2 și E6⁠(d), dar nu și de tip F4, E7 sau E8 (Wilson 2009, p. 2). În anii 1950, activitatea în domeniul grupurilor de tip Lie a fost continuată, Claude Chevalley oferind o construcție uniformă a grupurilor clasice și a grupurilor-excepție într-o lucrare din 1955. Aici erau omise anumite grupuri cunoscute (grupurile proiective unitare), care au fost obținute prin „răsucirea” construcției Chevalley. Restul grupurilor de tip Lie au fost produse de Steinberg, Tits și Herzig (care au produs 3D4(q) și 2E6(q)), precum și de către Suzuki și Ree ( grupurile Suzuki-Ree⁠(d)). 
Aceste grupuri (grupurile de tip Lie, împreună cu grupurile ciclice, grupurile alternative și cele cinci grupuri-excepție Mathieu) au fost considerate listă completă, dar după o perioadă de liniște de aproape un secol de la lucrarea lui Mathieu, în 1964 a fost descoperit primul grup Janko⁠(d), iar restul de 20 de grupuri sporadice au fost descoperite sau enunțate în 1965-1975, culminând în 1981, când Robert Griess⁠(d) a anunțat că a construit „grupul Monster⁠(d)” al lui Bernd Fischer⁠(d). Monsterul este cel mai mare grup simplu sporadic, având ordinul 8,0801742479451 × 1053. Monsterul are o reprezentare fidelă 196.883-dimensională în algebra Griess⁠(d) 196.884-dimensională, ceea ce înseamnă că orice element al Monsterului poate fi exprimat ca o matrice de 196.883 pe 196.883.

### Clasificare
Clasificarea completă este acceptată, în general, ca începând cu teorema Feit-Thompson⁠(d) din 1962/63, care a durat în mare parte până în 1983, dar a fost terminată abia în 2004. 
La scurt timp după construirea Monsterului în 1981, a fost furnizată o demonstrație de peste 10.000 de pagini, prin care teoreticienii grupurilor au enumerat cu succes toate grupurile simple finite⁠(d), victoria fiind proclamată în 1983 de Daniel Gorenstein. Anunțul a fost prematur — unele lipsuri au fost acoperite mai târziu, în special în clasificarea grupurilor quasithin⁠(d), care au fost înlocuite în cele dun urmă în 2004, printr-o clasificare a grupurilor quasithin pe 1.300 de pagini, care este acum acceptată ca fiind completă. 

## Teste de nesimplitate
Testul lui Sylow⁠(d): Fie n un număr întreg pozitiv, care nu este prim, și p un divizor prim al lui n. Dacă 1 este singurul divizor al lui n care este congruent cu 1 modulo p, atunci nu există un grup simplu de ordin n. 
Demonstrație: Dacă n este putere de număr prim, atunci grupul de ordin n are un centru netrivial și, prin urmare, nu este simplu. Dacă n nu este o putere de număr prim, atunci fiecare subgrup Sylow este propriu și, conform celei de a doua teoreme a lui Sylow⁠(d), se știe că numărul de p-subgrupuri ale unui grup de ordin n este congruent cu 1 modulo p și divide n. Întrucât 1 este singurul astfel de număr, atunci p-subgrupul Sylow este unic și, prin urmare, este normal. Întrucât este un subgrup propriu, fără element neutru, grupul nu este simplu. 
Burnside: Un grup neabelian simplu finit are ordinul divizibil cu cel puțin trei numere prime distincte. Aceasta rezultă din teorema lui Burnside⁠(d).

### Cărți
- Wilson, Robert A. (2009), The finite simple groups, Graduate Texts in Mathematics 251, 251, Berlin, New York: Springer Science+Business Media, doi:10.1007/978-1-84800-988-2, ISBN 978-1-84800-987-5, Zbl 1203.20012, 2007 preprint.
- Burnside, William (1897), Theory of groups of finite order, Cambridge University Press
- Knapp, Anthony W. (2006), Basic algebra, Springer, ISBN 978-0-8176-3248-9  Knapp, Anthony W. (2006), Basic algebra, Springer, ISBN 978-0-8176-3248-9
- Rotman, Joseph J. (1995), An introduction to the theory of groups, Graduate texts in mathematics, 148, Springer, ISBN 978-0-387-94285-8  Rotman, Joseph J. (1995), An introduction to the theory of groups, Graduate texts in mathematics, 148, Springer, ISBN 978-0-387-94285-8
- Smith, Geoff; Tabachnikova, Olga (2000), Topics in group theory, Springer undergraduate mathematics series (ed. 2), Springer, ISBN 978-1-85233-235-8  Smith, Geoff; Tabachnikova, Olga (2000), Topics in group theory, Springer undergraduate mathematics series (ed. 2), Springer, ISBN 978-1-85233-235-8

### Articole
- Silvestri, R. (septembrie 1979), „Simple groups of finite order in the nineteenth century”, Archive for History of Exact Sciences (în engleză), 20 (3–4): 313–356, doi:10.1007/BF00327738